# Józef Szwykowski
Józef Szwykowski herbu Ogończyk (zm. w lub po 1823) – pisarz grodzki smoleński, konsyliarz województwa smoleńskiego w konfederacji generalnej Wielkiego Księstwa Litewskiego w konfederacji targowickiej w 1792 roku, szambelan królewski w 1792 roku, członek Rady Nieustającej.
Był synem Bernarda Szwykowskiego, wojskiego trockiego, i Anny z Karasiów.
Był komisarzem cywilnym z Prowincji Wielkiego Księstwa Litewskiego w Komisji Wojskowej Obojga Narodów w 1792 roku.